# 紅磡駅
紅磡駅（こうかんえき、ホンハムえき）は香港九龍油尖旺区紅磡にある、香港鉄路（港鉄MTR）東鉄線と屯馬線の駅である。

## 概要
1915年に開通した九広東鉄の終着駅は、尖沙咀のスターフェリー乗場に近い「九龍駅」であった。尖沙咀地区の埋め立てに伴い、1975年に紅磡へターミナルが移された。
1998年にMTR機場快線（空港快速線）が開通すると、同線に新たに開業した「九龍駅」と紛らわしくなるため、現在の名称である「紅磡駅」に改名された。さらに、2004年10月24日に東鉄線が紅磡駅から尖東（チムトン）駅まで延伸された時に、香港区内を走る通常の列車は尖東（チムトン）駅まで延伸し、当駅は終着駅ではなくなったが、2009年8月16日に西鉄線が尖東駅から南昌駅まで延伸された際に、紅磡駅-尖東駅が西鉄線に編入され、再び当駅が終着駅となった。
一方、中国国境へ直通する列車に関しては、この間も当駅が終着駅であった。なお、中国大陸直通列車（城際直通車）のホームは一般列車のホームと分けられており、直通ホームの入口には出入境審査場が設けられている。
2020年現在、当駅を軸にして2つの路線を建設中である。この2つの計画を併せて沙田至中環線と呼称する。
一つは、当駅から東九龍を経由し、大圍までの路線で西鉄線と馬鞍山線を接続(東西走廊)する路線と、もう一つは当駅から海底トンネル経由で金鐘まで東鉄線を延伸(南北走廊)する路線で、この計画に伴い当駅での貨物取り扱いが中止され、貨物列車が廃止された。
現在、旅客用ホームの増設工事を進めているが、両線ともに建設スケジュールに遅延が発生している。

## 歴史
- 1975年11月30日 - 東鉄線九龍駅として開業。
- 1988年9月26日 - パリ・リヨン駅を出発したオリエント急行が当駅に到着。ここから日本へ出港。
- 1998年6月22日 - MTR東涌線開業で現九龍駅に名前を譲り、「紅磡」駅に改称。
- 2009年8月16日 - 西鉄線開業。
- 2020年1月30日 - コロナ感染拡大によって直通列車が運転中止。[1]
- 2021年6月27日 - 屯馬線開業[2][3]。西鉄線は屯馬線に吸収される。
- 2024年4月27日 - MTR会社創業45周年記念活動の一部として、旧列車の展覧会が旧ホームに開催。イベントは年末に終わる予定[4]。
- 2024年7月31日 - 城際直通車の運行を正式に中止したと中国税関が発表[5]。

## 駅構造

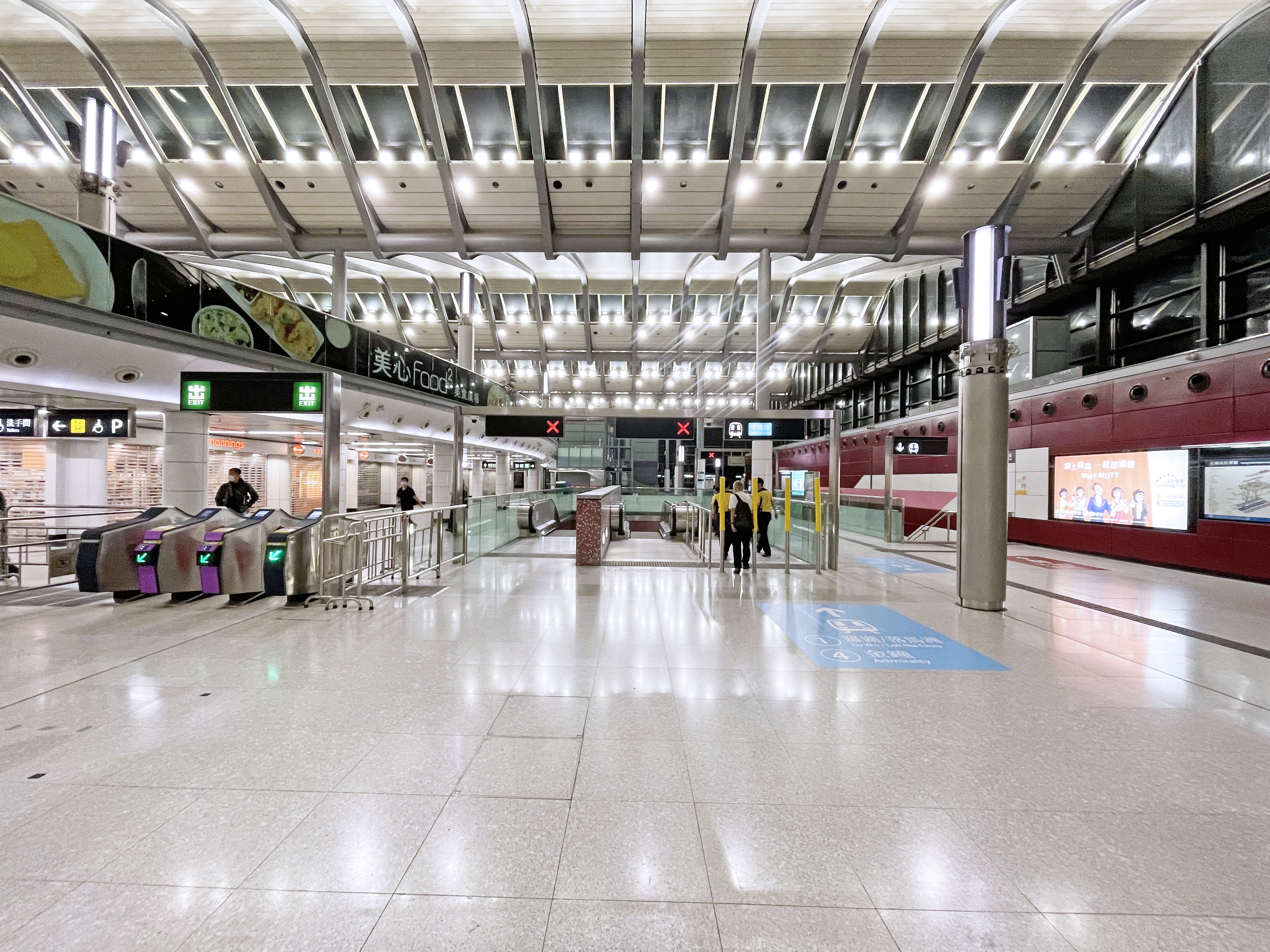
現在の駅コンコース

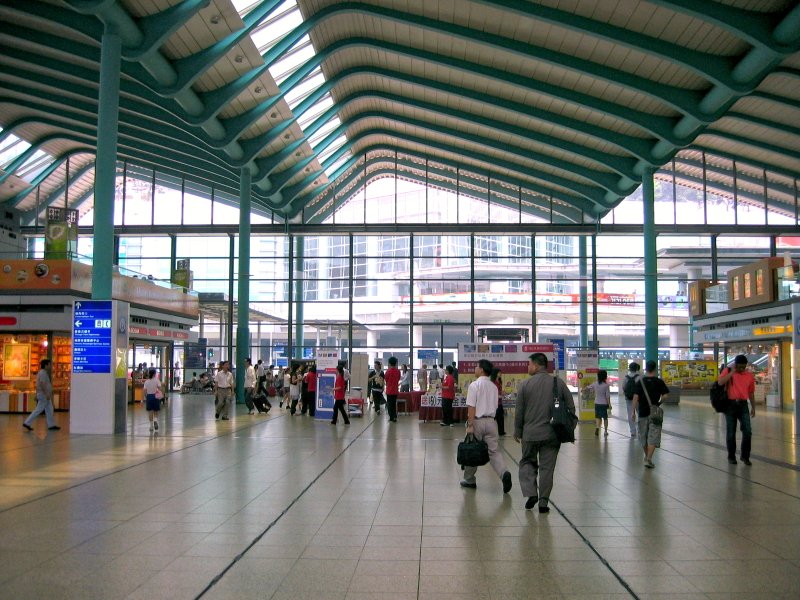
旧駅コンコース

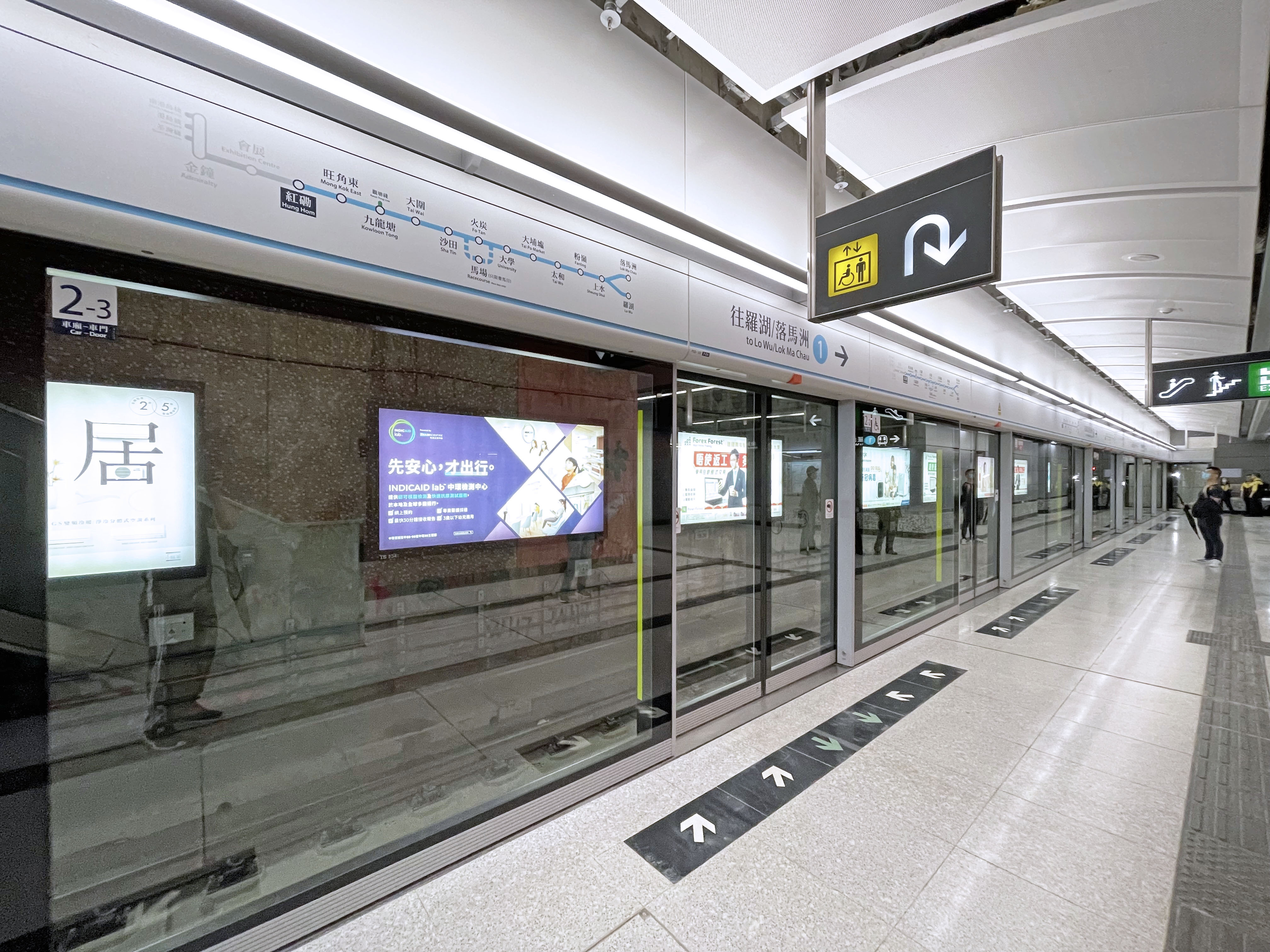
東鉄線1番線ホーム

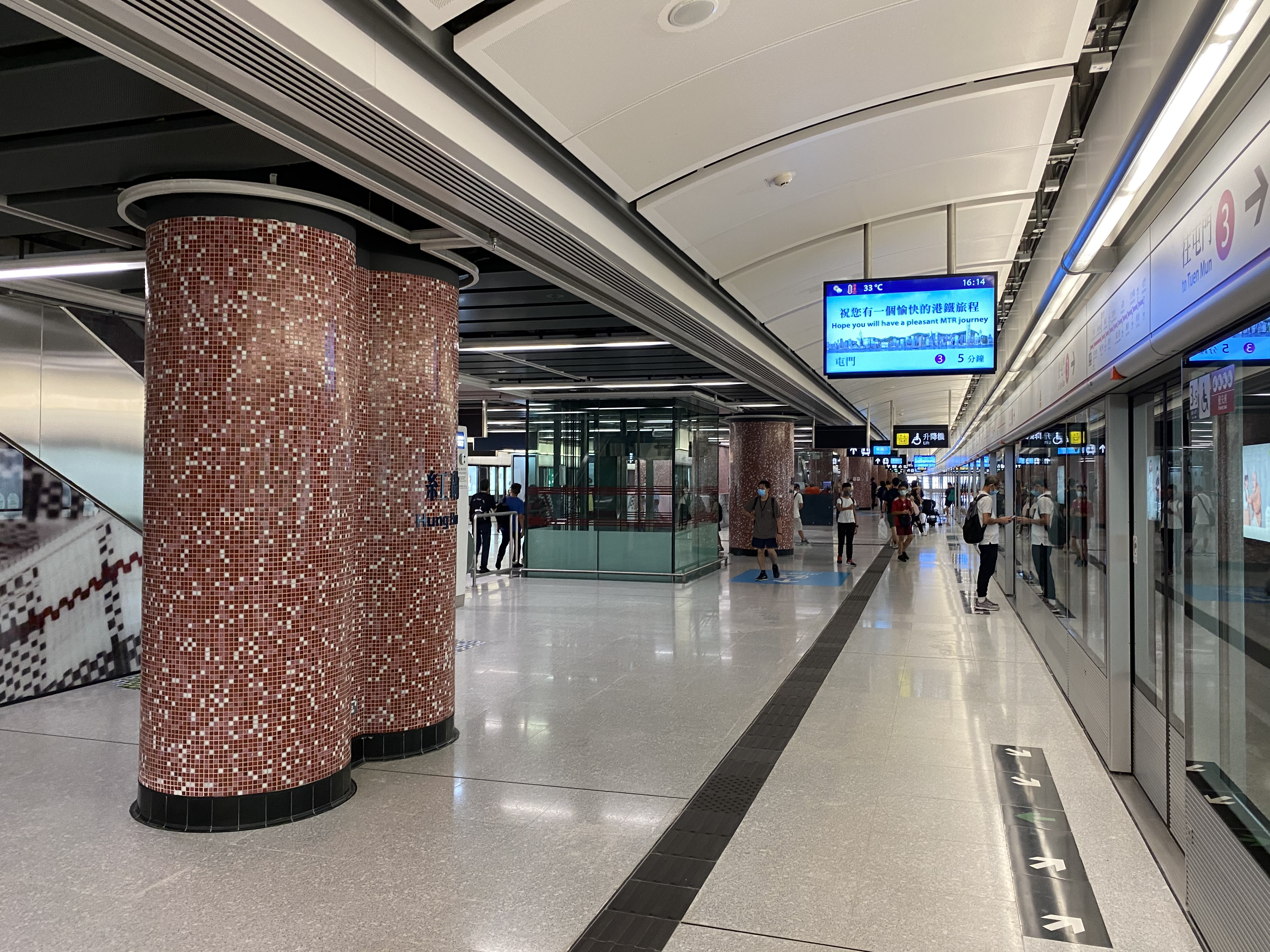
屯馬線ホーム

単式・島式ホーム4面7線の地上駅（橋上駅）。出口は14箇所ある。

### 駅階層
| 5 テラス                         | -                            | 駐車場、MTRアカデミー                                                                          |
| U3 閣樓                          | -                            | 駅売店                                                                                         |
| 3/U2 ロビー                      | ロビー                       | C1-C3出口、乗換口                                                                              |
| 3/U2 ロビー                      | ロビー                       | 出札所／精算所、案内所、香港入境事務処及び香港海関検査（直通列車利用者）                       |
| 3/U2 ロビー                      | ロビー                       | 駅売店、自動販売機、自動写真撮影機、トイレ                                                     |
| 3/U2 ロビー                      | ロビー                       | 現金自動預け払い機、コインロッカー                                                             |
| 2/U1 駅通路                      | 北面通道                     | A1-A3出口、乗換口                                                                              |
| 2/U1 駅通路                      | 北面通道                     | 出札所／精算所、紅磡北方面 B1-B2出口、都會軒、行人天橋、半島豪庭、海浜南岸、維港星岸、黄埔花園 |
| 2/U1 駅通路                      | 南面通道                     | D1-D6出口、行人天橋、香港コロシアム、出札所／精算所                                            |
| 2/U1 駅通路                      | 行人天橋                     | 行人天橋香港海底トンネル、香港理工大学、 香港歴史博物館、香港科学館、尖沙咀東方面              |
| G 中国本土直通列車、屯馬線ホーム |                              | 停用ホーム                                                                                     |
| G 中国本土直通列車、屯馬線ホーム | 島式ホーム、立ち入り制限区域 |                                                                                                |
| G 中国本土直通列車、屯馬線ホーム | 停用ホーム                   |                                                                                                |
| G 中国本土直通列車、屯馬線ホーム | 停用ホーム                   |                                                                                                |
| G 中国本土直通列車、屯馬線ホーム | 島式ホーム、立ち入り制限区域 |                                                                                                |
| G 中国本土直通列車、屯馬線ホーム | 停用ホーム                   |                                                                                                |
| G 中国本土直通列車、屯馬線ホーム | ❺番線                        | 旧中国本土直通列車ホーム→                                                                      |
| G 中国本土直通列車、屯馬線ホーム | 島式ホーム、立ち入り制限区域 |                                                                                                |
| G 中国本土直通列車、屯馬線ホーム | ❻番線                        | 旧中国本土直通列車ホーム→                                                                      |
| G 中国本土直通列車、屯馬線ホーム | ❼番線                        | 旧貨物ホーム                                                                                   |
| G 中国本土直通列車、屯馬線ホーム | 単式ホーム、未使用           |                                                                                                |
| G 中国本土直通列車、屯馬線ホーム | ➋番線                        | ■屯馬線烏渓沙方面→                                                                             |
| G 中国本土直通列車、屯馬線ホーム | 島式ホーム、右側のドアが開く |                                                                                                |
| G 中国本土直通列車、屯馬線ホーム | ➌番線                        | ←■屯馬線屯門方面                                                                               |
| L1 東鉄線ホーム                  | ➊番線                        | →■東鉄線羅湖／落馬洲方面→                                                                      |
| L1 東鉄線ホーム                  | 島式ホーム、右側のドアが開く |                                                                                                |
| L1 東鉄線ホーム                  | ➍番線                        | ←■東鉄線金鐘方面                                                                               |

## 駅周辺
駅周辺で特筆すべきは香港コロシアムであろう。様々なコンサートが開催されることで有名な場所だが、この建物は線路上の人工地盤に構築されているのが特徴である。
駅を出てすぐの所に香港島とを結ぶ「海底隧道」（通称:紅隧）の入口がある。ここにはトンネルを通過して香港島と九龍側を直通するバス (過海巴士:Cross Harbour Bus)の乗場が設けられており、MTR東鉄線沿線の住民が香港島に向かう際によく利用されている。実際、地下鉄駅からやや距離のあるようなエリアまでもきめ細かく結ばれているため利便性は高い。このバス乗場（トンネル道路）を超えてすぐの所に立つ茶色い建物は香港理工大学である。
トンネルとは反対側の東側エリアにはいくつかの斎場とそれに関連した造花屋などがある。
そのエリアから離れた海に近いエリアは黄埔花園 (Whampoa Garden) と言い、李嘉誠率いるハチソン・ワンポアが開発したエリアである。ここは太古城と並んで日本人の多いエリアである。また新城電台というハチソングループのラジオ局もここにある。ここのシンボルは船の形をした建物である（黄埔号）。
- 京士柏曲棍球場（広東語版、中国語版）
- 紅磡車站公共運輸交匯處（中国語版）
- 寰宇殯儀館（広東語版、中国語版）
- 萬国殯儀館（中国語版、広東語版）
- 九龍公眾殮房（中国語版）
- 世界殯儀舘（中国語版、広東語版）
- 半島豪庭（中国語版）
- 海濱南岸（中国語版）
- 維港・星岸（中国語版）
- 紅磡湾中心（中国語版）
- 紅磡市政大廈（中国語版、広東語版）

- 香港専上学院（中国語版）紅磡湾校園
- 香港理工大学学生寮
- 黄埔花園（広東語版、中国語版）
- 黄埔新邨（中国語版）
- 都会海逸酒店（中国語版）
- 置富都会（中国語版）
- 都会軒（中国語版）
- 香港歴史博物館
- 香港科学館（中国語版、広東語版）
- 唯港薈（中国語版、広東語版）

- 海景嘉福酒店（中国語版）
- 新文華中心（中国語版、広東語版）
- ニューワールドミレニアム香港ホテル
- 香港コロシアム
- 尖沙咀海濱花園（中国語版）
- 過海タクシー乗り場（中国語版、広東語版）
- 海湾軒海景酒店（中国語版、広東語版）
- 海韻軒海景酒店（中国語版、広東語版）
- 黄埔駅
- 何文田駅

## 路線バス
バス
- 九巴：
  - 5A - 啓徳（啓晴邨） ↔ 尖沙咀埠頭
  - 5C - 慈雲山（中） ↔ 尖沙咀埠頭
  - 8 - 九龍駅 ↔ 尖沙咀埠頭
  - 8A - 黄埔花園 ↺ 尖沙咀埠頭
  - 11K - 竹園邨 ↔ 紅磡駅
  - 11X - 安泰邨 ↔ 紅磡駅
  - 21 - 彩雲 ↔ 紅磡駅
  - 87D - 錦英苑 ↔ 紅磡駅
  - 260X - 宝田 ↔ 紅磡駅
  - 268B - 朗屏駅 ↔ 紅磡紅鸞道
  - 269B - 天水囲市中心 ↔ 紅磡紅鸞道
- 城巴： 
  - A20 - 香港国際空港 ↔ 紅磡駅
  - A21 - 香港国際空港 ↔ 紅磡駅
  - E21X - 東涌（逸東邨） → 紅磡駅

小巴
- 九龍専線小巴： 
  - 6、6A、8、26、26X
- 港鉄機場快線穿梭巴士： 
  - K1 - 機場快線九龍駅 ↔ 紅磡（紅磡駅経由）

海底トンネルバス：
- 101、101X、102、102P、103、104、106、106P、107、107P、108、109、110、111、111P、112、113、115、116、117、118、118P、170、171、182、301、N11、N118、N121、N122、N170、N171、N182、N368、N373
- 九龍方面のみ：171A、171P
- 香港島方面のみ：106A、115P

## 隣の駅
香港鉄路
■東鉄線
会展駅 - 紅磡駅 - 旺角東駅
■屯馬線
尖東駅 - 紅磡駅 - 何文田駅
中国国家鉄路集団
京九線（東鉄線直通列車）
香港紅磡駅 - 深圳駅